# Antalaotsi
L'antalaotsi (ou kiantalaotsi) est un dialecte malgache parlé par les Antalotes, un groupe ethnique du Nord-Ouest de Madagascar. Il est toujours parlé à Mayotte.

## Sources
- Noël Jacques Gueunier, Lexique du dialecte malgache de Mayotte (Comores), Paris, INALCO, coll. « Études Océan Indien » (no 7, numéro spécial Dico-Langues’O), 1986
- Noël Jacques Gueunier, « Le dialecte malgache de Mayotte (Comores) : une discussion dialectologique et sociolinguistique », Faits de langues,‎ 2004, p. 397-420 (DOI 10.1163/19589514-023-024-01-900000028)